# 14e étape du Tour d'Italie 2023
Pour un article plus général, voir Tour d'Italie 2023.
La 14e étape du Tour d'Italie 2023 se déroule le samedi 20 mai 2023 de Sierre (canton du Valais, Suisse) à Cassano Magnago (Lombardie), sur une distance de 193 km.
Le Français Bruno Armirail (Groupama FDJ) s'empare du maillot rose au détriment de Geraint Thomas à l'issue de l'étape.

## Parcours
Cette étape avec un départ à Sierre dans la vallée du Rhône comporte une difficulté majeure en début de parcours, le col du Simplon franchi après 55 kilomètres de course. Ensuite, après la descente de ce col et le franchissant de la frontière italo-suisse, le parcours relativement plat emprunte les rives du lac Majeur en traversant la ville de Stresa. Les vingt derniers kilomètres sont assez techniques. Cette étape devrait convenir aux sprinteurs qui ont réussi à s'accrocher lors de l'ascension du Simplon. L'arrivée a lieu à Cassano Magnago.

## Déroulement de la course
Courue sous la pluie à partir de la montée du col du Simplon franchi en tête par Davide Bais qui récupère son maillot bleu de meilleur grimpeur, l'étape est marquée par une importante échappée finalement constituée de 29 unités. Les écarts avec le peloton maillot rose ne font que croître tout au long de l'étape pour devenir très importants à l'arrivée. À une soixantaine de kilomètres de l'arrivée, les attaques commencent à se produire au sein de ce groupe de tête et c'est finalement Laurenz Rex (Intermarché Circus Wanty), parti seul à 57 km du terme, qui déclenche les hostilités. Il est rejoint quatre kilomètres plus loin par Davide Ballerini (Soudal Quick-Step) et Stefano Oldani (Alpecin Deceuninck) et encore sept kilomètres plus loin par Toms Skujiņš (Trek Segafredo). Le quatuor ainsi formé fait la course en tête pendant de nombreux kilomètres mais perd Laurenz Rex à 10 km du but. Ballerini, Oldani et Skujiņš résistent aux poursuivants mais sont toutefois rattrapés aux 500 mètres par un groupe de cinq contre attaquants parmi lesquels s'impose sur le fil Nico Denz (Bora Hansgrohe), déjà vainqueur deux jours plus tôt. Le peloton maillot rose se pointe à plus de 21 minutes du vainqueur. Bruno Armirail (Groupama FDJ), membre de l'échappée matinale et 15e de l'étape à 53 secondes du vainqueur, s'empare du maillot rose au détriment de Geraint Thomas.

## Résultats

### Classement de l'étape
| \| Classement de l'étape \| Classement de l'étape \| Classement de l'étape \| Classement de l'étape \| Classement de l'étape \| \| Coureur \| Coureur \| Pays \| Équipe \| Temps \| \| --------------------- \| --------------------- \| --------------------- \| ------------------------ \| --------------------- \| \| 1er \| Nico Denz \| Allemagne \| Bora-Hansgrohe \| 4 h 37 min 30 s \| \| 2e \| Derek Gee \| Canada \| Israel-Premier Tech \| + 0 s \| \| 3e \| Alberto Bettiol \| Italie \| EF Education-EasyPost \| + 0 s \| \| 4e \| Laurenz Rex \| Belgique \| Intermarché-Circus-Wanty \| + 1 s \| \| 5e \| Davide Ballerini \| Italie \| Soudal Quick-Step \| + 1 s \| \| 6e \| Toms Skujiņš \| Lettonie \| Trek-Segafredo \| + 4 s \| \| 7e \| Marius Mayrhofer \| Allemagne \| Team DSM \| + 10 s \| \| 8e \| Stefano Oldani \| Italie \| Alpecin-Deceuninck \| + 20 s \| \| 9e \| Andrea Pasqualon \| Italie \| Bahrain Victorious \| + 50 s \| \| 10e \| Mirco Maestri \| Italie \| Eolo-Kometa \| + 50 s \| |                  |           |                          |                 |
| |                  |           |                          |                 |
| Source : ProCyclingStats |                  |           |                          |                 |
| Classement de l'étape |                  |           |                          |                 |
| Coureur | Coureur          | Pays      | Équipe                   | Temps           |
| 1er | Nico Denz        | Allemagne | Bora-Hansgrohe           | 4 h 37 min 30 s |
| 2e | Derek Gee        | Canada    | Israel-Premier Tech      | + 0 s           |
| 3e | Alberto Bettiol  | Italie    | EF Education-EasyPost    | + 0 s           |
| 4e | Laurenz Rex      | Belgique  | Intermarché-Circus-Wanty | + 1 s           |
| 5e | Davide Ballerini | Italie    | Soudal Quick-Step        | + 1 s           |
| 6e | Toms Skujiņš     | Lettonie  | Trek-Segafredo           | + 4 s           |
| 7e | Marius Mayrhofer | Allemagne | Team DSM                 | + 10 s          |
| 8e | Stefano Oldani   | Italie    | Alpecin-Deceuninck       | + 20 s          |
| 9e | Andrea Pasqualon | Italie    | Bahrain Victorious       | + 50 s          |
| 10e | Mirco Maestri    | Italie    | Eolo-Kometa              | + 50 s          |

### Points attribués pour le classement par points
| Sprint intermédiaire Villadossola (km 101,7) | Sprint intermédiaire Villadossola (km 101,7) | Sprint intermédiaire Villadossola (km 101,7) | Sprint intermédiaire Villadossola (km 101,7) | Sprint intermédiaire Villadossola (km 101,7) |
| -------------------------------------------- | -------------------------------------------- | -------------------------------------------- | -------------------------------------------- | -------------------------------------------- |
|                                              | Coureur                                      | Pays                                         | Équipe                                       | Point(s)                                     |
| 1er                                          | Marius Mayrhofer                             | Allemagne                                    | Team DSM                                     | 12                                           |
| 2e                                           | Toms Skujiņš                                 | Lettonie                                     | Trek-Segafredo                               | 8                                            |
| 3e                                           | Derek Gee                                    | Canada                                       | Israel-Premier Tech                          | 6                                            |
| 4e                                           | Davide Bais                                  | Italie                                       | Eolo-Kometa                                  | 5                                            |
| 5e                                           | Mirco Maestri                                | Italie                                       | Eolo-Kometa                                  | 4                                            |
| 6e                                           | Davide Ballerini                             | Italie                                       | Soudal Quick-Step                            | 3                                            |
| 7e                                           | Alessandro De Marchi                         | Italie                                       | Jayco AlUla                                  | 2                                            |
| 8e                                           | Mattia Bais                                  | Italie                                       | Eolo-Kometa                                  | 1                                            |
| modifier                                     |                                              |                                              |                                              |                                              |

| Arrivée d'étape Cassano Magnago (km 194) | Arrivée d'étape Cassano Magnago (km 194) | Arrivée d'étape Cassano Magnago (km 194) | Arrivée d'étape Cassano Magnago (km 194) | Arrivée d'étape Cassano Magnago (km 194) |
| ---------------------------------------- | ---------------------------------------- | ---------------------------------------- | ---------------------------------------- | ---------------------------------------- |
|                                          | Coureur                                  | Pays                                     | Équipe                                   | Point(s)                                 |
| 1er                                      | Nico Denz                                | Allemagne                                | Bora-Hansgrohe                           | 50                                       |
| 2e                                       | Derek Gee                                | Canada                                   | Israel-Premier Tech                      | 35                                       |
| 3e                                       | Alberto Bettiol                          | Italie                                   | EF Education-EasyPost                    | 25                                       |
| 4e                                       | Laurenz Rex                              | Belgique                                 | Intermarché-Circus-Wanty                 | 18                                       |
| 5e                                       | Davide Ballerini                         | Italie                                   | Soudal Quick-Step                        | 14                                       |
| 6e                                       | Toms Skujiņš                             | Lettonie                                 | Trek-Segafredo                           | 12                                       |
| 7e                                       | Marius Mayrhofer                         | Allemagne                                | Team DSM                                 | 10                                       |
| 8e                                       | Stefano Oldani                           | Italie                                   | Alpecin-Deceuninck                       | 8                                        |
| 9e                                       | Andrea Pasqualon                         | Italie                                   | Bahrain Victorious                       | 7                                        |
| 10e                                      | Mirco Maestri                            | Italie                                   | Eolo-Kometa                              | 6                                        |
| 11e                                      | Warren Barguil                           | France                                   | Arkéa-Samsic                             | 5                                        |
| 12e                                      | Bauke Mollema                            | Pays-Bas                                 | Trek-Segafredo                           | 4                                        |
| 13e                                      | Nicolas Prodhomme                        | France                                   | AG2R Citroën                             | 3                                        |
| 14e                                      | Alessandro De Marchi                     | Italie                                   | Jayco AlUla                              | 2                                        |
| 15e                                      | Bruno Armirail                           | France                                   | Groupama-FDJ                             | 1                                        |
| modifier                                 |                                          |                                          |                                          |                                          |

### Points attribués pour le classement du meilleur grimpeur
| \| Col du Simplon (km 56) 1re catégorie (19,9 km à 6,6%) \| Col du Simplon (km 56) 1re catégorie (19,9 km à 6,6%) \| Col du Simplon (km 56) 1re catégorie (19,9 km à 6,6%) \| Col du Simplon (km 56) 1re catégorie (19,9 km à 6,6%) \| Col du Simplon (km 56) 1re catégorie (19,9 km à 6,6%) \| \| ----------------------------------------------------- \| ----------------------------------------------------- \| ----------------------------------------------------- \| ----------------------------------------------------- \| ----------------------------------------------------- \| \| \| Coureur \| Pays \| Équipe \| Point(s) \| \| 1er \| Davide Bais \| Italie \| Eolo-Kometa \| 40 \| \| 2e \| Bruno Armirail \| France \| Groupama-FDJ \| 18 \| \| 3e \| Toms Skujiņš \| Lettonie \| Trek-Segafredo \| 12 \| \| 4e \| Marius Mayrhofer \| Allemagne \| DSM \| 9 \| \| 5e \| Mirco Maestri \| Italie \| Eolo-Kometa \| 6 \| \| 6e \| Carlos Verona \| Espagne \| Movistar \| 4 \| \| 7e \| Fernando Gaviria \| Colombie \| Movistar \| 2 \| \| 8e \| Larry Warbasse \| États-Unis \| AG2R Citroën \| 1 \| \| modifier \| \| \| \| \| |                  |            |                |          |
| Col du Simplon (km 56) 1re catégorie (19,9 km à 6,6%) |                  |            |                |          |
| | Coureur          | Pays       | Équipe         | Point(s) |
| 1er | Davide Bais      | Italie     | Eolo-Kometa    | 40       |
| 2e | Bruno Armirail   | France     | Groupama-FDJ   | 18       |
| 3e | Toms Skujiņš     | Lettonie   | Trek-Segafredo | 12       |
| 4e | Marius Mayrhofer | Allemagne  | DSM            | 9        |
| 5e | Mirco Maestri    | Italie     | Eolo-Kometa    | 6        |
| 6e | Carlos Verona    | Espagne    | Movistar       | 4        |
| 7e | Fernando Gaviria | Colombie   | Movistar       | 2        |
| 8e | Larry Warbasse   | États-Unis | AG2R Citroën   | 1        |
| modifier |                  |            |                |          |

### Points attribués pour le classement des sprints intermédiaires
| Sprint intermédiaire Villadossola (km 101,7) | Sprint intermédiaire Villadossola (km 101,7) | Sprint intermédiaire Villadossola (km 101,7) | Sprint intermédiaire Villadossola (km 101,7) | Sprint intermédiaire Villadossola (km 101,7) |
| -------------------------------------------- | -------------------------------------------- | -------------------------------------------- | -------------------------------------------- | -------------------------------------------- |
|                                              | Coureur                                      | Pays                                         | Équipe                                       | Point(s)                                     |
| 1er                                          | Marius Mayrhofer                             | Allemagne                                    | DSM                                          | 10                                           |
| 2e                                           | Toms Skujiņš                                 | Lettonie                                     | Trek-Segafredo                               | 6                                            |
| 3e                                           | Derek Gee                                    | Canada                                       | Israel-Premier Tech                          | 3                                            |
| 4e                                           | Davide Bais                                  | Italie                                       | Eolo-Kometa                                  | 2                                            |
| 5e                                           | Mirco Maestri                                | Italie                                       | Eolo-Kometa                                  | 1                                            |
| modifier                                     |                                              |                                              |                                              |                                              |

| Sprint intermédiaire Stresa (km 138,3) | Sprint intermédiaire Stresa (km 138,3) | Sprint intermédiaire Stresa (km 138,3) | Sprint intermédiaire Stresa (km 138,3) | Sprint intermédiaire Stresa (km 138,3) |
| -------------------------------------- | -------------------------------------- | -------------------------------------- | -------------------------------------- | -------------------------------------- |
|                                        | Coureur                                | Pays                                   | Équipe                                 | Point(s)                               |
| 1er                                    | Laurenz Rex                            | Belgique                               | Intermarché-Circus-Wanty               | 10                                     |
| 2e                                     | Stefano Oldani                         | Italie                                 | Alpecin-Deceuninck                     | 6                                      |
| 3e                                     | Toms Skujiņš                           | Lettonie                               | Trek-Segafredo                         | 3                                      |
| 4e                                     | Pieter Serry                           | Belgique                               | Soudal Quick-Step                      | 2                                      |
| 5e                                     | Simon Clarke                           | Australie                              | Israel-Premier Tech                    | 1                                      |
| modifier                               |                                        |                                        |                                        |                                        |

### Bonifications
|   | Coureur        | Pays     | Équipe                   | Secondes |
| - | -------------- | -------- | ------------------------ | -------- |
| 1 | Laurenz Rex    | Belgique | Intermarché-Circus-Wanty | 3 s      |
| 2 | Stefano Oldani | Italie   | Alpecin-Deceuninck       | 2 s      |
| 3 | Toms Skujiņš   | Lettonie | Trek-Segafredo           | 1 s      |

|   | Coureur         | Pays      | Équipe                | Secondes |
| - | --------------- | --------- | --------------------- | -------- |
| 1 | Nico Denz       | Allemagne | Bora-Hansgrohe        | 10 s     |
| 2 | Derek Gee       | Canada    | Israel-Premier Tech   | 6 s      |
| 3 | Alberto Bettiol | Italie    | EF Education-EasyPost | 4 s      |

## Classements à l'issue de l'étape

### Classement général
| \| Classement général \| Classement général \| Classement général \| Classement général \| Classement général \| \| Coureur \| Coureur \| Pays \| Équipe \| Temps \| \| ------------------ \| ------------------ \| ------------------ \| ------------------ \| ------------------ \| \| 1er \| Bruno Armirail \| France \| Groupama-FDJ \| 56 h 17 min 01 s \| \| 2e \| Geraint Thomas \| Royaume-Uni \| Ineos Grenadiers \| + 1 min 41 s \| \| 3e \| Primož Roglič \| Slovénie \| Jumbo-Visma \| + 1 min 43 s \| \| 4e \| João Almeida \| Portugal \| UAE Team Emirates \| + 2 min 03 s \| \| 5e \| Andreas Leknessund \| Norvège \| Team DSM \| + 2 min 23 s \| \| 6e \| Damiano Caruso \| Italie \| Bahrain Victorious \| + 3 min 09 s \| \| 7e \| Lennard Kämna \| Allemagne \| Bora-Hansgrohe \| + 3 min 33 s \| \| 8e \| Eddie Dunbar \| Irlande \| Team Jayco AlUla \| + 4 min 13 s \| \| 9e \| Thymen Arensman \| Pays-Bas \| Ineos Grenadiers \| + 4 min 26 s \| \| 10e \| Laurens De Plus \| Belgique \| Ineos Grenadiers \| + 4 min 49 s \| |                    |             |                    |                  |
| |                    |             |                    |                  |
| Source : ProCyclingStats |                    |             |                    |                  |
| Classement général |                    |             |                    |                  |
| Coureur | Coureur            | Pays        | Équipe             | Temps            |
| 1er | Bruno Armirail     | France      | Groupama-FDJ       | 56 h 17 min 01 s |
| 2e | Geraint Thomas     | Royaume-Uni | Ineos Grenadiers   | + 1 min 41 s     |
| 3e | Primož Roglič      | Slovénie    | Jumbo-Visma        | + 1 min 43 s     |
| 4e | João Almeida       | Portugal    | UAE Team Emirates  | + 2 min 03 s     |
| 5e | Andreas Leknessund | Norvège     | Team DSM           | + 2 min 23 s     |
| 6e | Damiano Caruso     | Italie      | Bahrain Victorious | + 3 min 09 s     |
| 7e | Lennard Kämna      | Allemagne   | Bora-Hansgrohe     | + 3 min 33 s     |
| 8e | Eddie Dunbar       | Irlande     | Team Jayco AlUla   | + 4 min 13 s     |
| 9e | Thymen Arensman    | Pays-Bas    | Ineos Grenadiers   | + 4 min 26 s     |
| 10e | Laurens De Plus    | Belgique    | Ineos Grenadiers   | + 4 min 49 s     |

| Classement par points | Classement par points | Classement par points | Classement par points | Classement par points |
| Coureur               | Coureur               | Pays                  | Équipe                | Points                |
| --------------------- | --------------------- | --------------------- | --------------------- | --------------------- |
| 1er                   | Jonathan Milan        | Italie                | Bahrain Victorious    | 164 pts               |
| 2e                    | Derek Gee             | Canada                | Israel-Premier Tech   | 112 pts               |
| 3e                    | Pascal Ackermann      | Allemagne             | UAE Team Emirates     | 88 pts                |
| 4e                    | Nico Denz             | Allemagne             | Bora-Hansgrohe        | 75 pts                |
| 5e                    | Toms Skujiņš          | Lettonie              | Trek-Segafredo        | 71 pts                |
| 6e                    | Michael Matthews      | Australie             | Team Jayco AlUla      | 68 pts                |
| 7e                    | Magnus Cort Nielsen   | Danemark              | EF Education-EasyPost | 56 pts                |
| 8e                    | Marius Mayrhofer      | Allemagne             | Team DSM              | 53 pts                |
| 9e                    | Mark Cavendish        | Royaume-Uni           | Astana Qazaqstan Team | 51 pts                |
| 10e                   | Davide Bais           | Italie                | Eolo-Kometa           | 44 pts                |

| Classement par points | Classement par points | Classement par points | Classement par points | Classement par points |
| Coureur               | Coureur               | Pays                  | Équipe                | Points                |
| --------------------- | --------------------- | --------------------- | --------------------- | --------------------- |
| 1er                   | Jonathan Milan        | Italie                | Bahrain Victorious    | 164 pts               |
| 2e                    | Derek Gee             | Canada                | Israel-Premier Tech   | 112 pts               |
| 3e                    | Pascal Ackermann      | Allemagne             | UAE Team Emirates     | 88 pts                |
| 4e                    | Nico Denz             | Allemagne             | Bora-Hansgrohe        | 75 pts                |
| 5e                    | Toms Skujiņš          | Lettonie              | Trek-Segafredo        | 71 pts                |
| 6e                    | Michael Matthews      | Australie             | Team Jayco AlUla      | 68 pts                |
| 7e                    | Magnus Cort Nielsen   | Danemark              | EF Education-EasyPost | 56 pts                |
| 8e                    | Marius Mayrhofer      | Allemagne             | Team DSM              | 53 pts                |
| 9e                    | Mark Cavendish        | Royaume-Uni           | Astana Qazaqstan Team | 51 pts                |
| 10e                   | Davide Bais           | Italie                | Eolo-Kometa           | 44 pts                |

| Classement de la montagne | Classement de la montagne | Classement de la montagne | Classement de la montagne  | Classement de la montagne |
| Coureur                   | Coureur                   | Pays                      | Équipe                     | Points                    |
| ------------------------- | ------------------------- | ------------------------- | -------------------------- | ------------------------- |
| 1er                       | Davide Bais               | Italie                    | Eolo-Kometa                | 144 pts                   |
| 2e                        | Thibaut Pinot             | France                    | Groupama-FDJ               | 114 pts                   |
| 3e                        | Einer Rubio               | Colombie                  | Movistar Team              | 68 pts                    |
| 4e                        | Toms Skujiņš              | Lettonie                  | Trek-Segafredo             | 42 pts                    |
| 5e                        | Karel Vacek               | Tchéquie                  | Team Corratec-Selle Italia | 36 pts                    |
| 6e                        | Derek Gee                 | Canada                    | Israel-Premier Tech        | 31 pts                    |
| 7e                        | Amanuel Ghebreigzabhier   | Érythrée                  | Trek-Segafredo             | 30 pts                    |
| 8e                        | Alexander Cepeda          | Équateur                  | EF Education-EasyPost      | 25 pts                    |
| 9e                        | Ben Healy                 | Irlande                   | EF Education-EasyPost      | 24 pts                    |
| 10e                       | Aurélien Paret-Peintre    | France                    | AG2R Citroën Team          | 22 pts                    |

| Classement de la montagne | Classement de la montagne | Classement de la montagne | Classement de la montagne  | Classement de la montagne |
| Coureur                   | Coureur                   | Pays                      | Équipe                     | Points                    |
| ------------------------- | ------------------------- | ------------------------- | -------------------------- | ------------------------- |
| 1er                       | Davide Bais               | Italie                    | Eolo-Kometa                | 144 pts                   |
| 2e                        | Thibaut Pinot             | France                    | Groupama-FDJ               | 114 pts                   |
| 3e                        | Einer Rubio               | Colombie                  | Movistar Team              | 68 pts                    |
| 4e                        | Toms Skujiņš              | Lettonie                  | Trek-Segafredo             | 42 pts                    |
| 5e                        | Karel Vacek               | Tchéquie                  | Team Corratec-Selle Italia | 36 pts                    |
| 6e                        | Derek Gee                 | Canada                    | Israel-Premier Tech        | 31 pts                    |
| 7e                        | Amanuel Ghebreigzabhier   | Érythrée                  | Trek-Segafredo             | 30 pts                    |
| 8e                        | Alexander Cepeda          | Équateur                  | EF Education-EasyPost      | 25 pts                    |
| 9e                        | Ben Healy                 | Irlande                   | EF Education-EasyPost      | 24 pts                    |
| 10e                       | Aurélien Paret-Peintre    | France                    | AG2R Citroën Team          | 22 pts                    |

| Classement du meilleur jeune | Classement du meilleur jeune | Classement du meilleur jeune | Classement du meilleur jeune | Classement du meilleur jeune |
| Coureur                      | Coureur                      | Pays                         | Équipe                       | Temps                        |
| ---------------------------- | ---------------------------- | ---------------------------- | ---------------------------- | ---------------------------- |
| 1er                          | João Almeida                 | Portugal                     | UAE Team Emirates            | 56 h 19 min 04 s             |
| 2e                           | Andreas Leknessund           | Norvège                      | Team DSM                     | + 20 s                       |
| 3e                           | Thymen Arensman              | Pays-Bas                     | Ineos Grenadiers             | + 2 min 23 s                 |
| 4e                           | Santiago Buitrago            | Colombie                     | Bahrain Victorious           | + 4 min 50 s                 |
| 5e                           | Ilan Van Wilder              | Belgique                     | Soudal Quick-Step            | + 6 min 02 s                 |
| 6e                           | Einer Rubio                  | Colombie                     | Movistar Team                | + 9 min 01 s                 |
| 7e                           | Alexander Cepeda             | Équateur                     | EF Education-EasyPost        | + 11 min 56 s                |
| 8e                           | Valentin Paret-Peintre       | France                       | AG2R Citroën Team            | + 22 min 47 s                |
| 9e                           | Laurens Huys                 | Belgique                     | Intermarché-Circus-Wanty     | + 23 min 46 s                |
| 10e                          | Filippo Zana                 | Italie                       | Team Jayco AlUla             | + 27 min 10 s                |

| Classement du meilleur jeune | Classement du meilleur jeune | Classement du meilleur jeune | Classement du meilleur jeune | Classement du meilleur jeune |
| Coureur                      | Coureur                      | Pays                         | Équipe                       | Temps                        |
| ---------------------------- | ---------------------------- | ---------------------------- | ---------------------------- | ---------------------------- |
| 1er                          | João Almeida                 | Portugal                     | UAE Team Emirates            | 56 h 19 min 04 s             |
| 2e                           | Andreas Leknessund           | Norvège                      | Team DSM                     | + 20 s                       |
| 3e                           | Thymen Arensman              | Pays-Bas                     | Ineos Grenadiers             | + 2 min 23 s                 |
| 4e                           | Santiago Buitrago            | Colombie                     | Bahrain Victorious           | + 4 min 50 s                 |
| 5e                           | Ilan Van Wilder              | Belgique                     | Soudal Quick-Step            | + 6 min 02 s                 |
| 6e                           | Einer Rubio                  | Colombie                     | Movistar Team                | + 9 min 01 s                 |
| 7e                           | Alexander Cepeda             | Équateur                     | EF Education-EasyPost        | + 11 min 56 s                |
| 8e                           | Valentin Paret-Peintre       | France                       | AG2R Citroën Team            | + 22 min 47 s                |
| 9e                           | Laurens Huys                 | Belgique                     | Intermarché-Circus-Wanty     | + 23 min 46 s                |
| 10e                          | Filippo Zana                 | Italie                       | Team Jayco AlUla             | + 27 min 10 s                |

| Classement par équipes | Classement par équipes | Classement par équipes | Classement par équipes |
| Équipe                 | Équipe                 | Pays                   | Temps                  |
| ---------------------- | ---------------------- | ---------------------- | ---------------------- |
| 1re                    | Bahrain Victorious     | Bahreïn                | 168 h 23 min 58 s      |
| 2e                     | Israel-Premier Tech    | Israël                 | + 7 min 03 s           |
| 3e                     | Jumbo-Visma            | Pays-Bas               | + 29 min 00 s          |
| 4e                     | EF Education-EasyPost  | États-Unis             | + 29 min 16 s          |
| 5e                     | Bora-Hansgrohe         | Allemagne              | + 31 min 34 s          |
| 6e                     | Ineos Grenadiers       | Royaume-Uni            | + 33 min 02 s          |
| 7e                     | UAE Team Emirates      | Émirats arabes unis    | + 41 min 08 s          |
| 8e                     | AG2R Citroën Team      | France                 | + 41 min 53 s          |
| 9e                     | Astana Qazaqstan Team  | Kazakhstan             | + 51 min 56 s          |
| 10e                    | Eolo-Kometa            | Italie                 | + 58 min 43 s          |

| Classement par équipes | Classement par équipes | Classement par équipes | Classement par équipes |
| Équipe                 | Équipe                 | Pays                   | Temps                  |
| ---------------------- | ---------------------- | ---------------------- | ---------------------- |
| 1re                    | Bahrain Victorious     | Bahreïn                | 168 h 23 min 58 s      |
| 2e                     | Israel-Premier Tech    | Israël                 | + 7 min 03 s           |
| 3e                     | Jumbo-Visma            | Pays-Bas               | + 29 min 00 s          |
| 4e                     | EF Education-EasyPost  | États-Unis             | + 29 min 16 s          |
| 5e                     | Bora-Hansgrohe         | Allemagne              | + 31 min 34 s          |
| 6e                     | Ineos Grenadiers       | Royaume-Uni            | + 33 min 02 s          |
| 7e                     | UAE Team Emirates      | Émirats arabes unis    | + 41 min 08 s          |
| 8e                     | AG2R Citroën Team      | France                 | + 41 min 53 s          |
| 9e                     | Astana Qazaqstan Team  | Kazakhstan             | + 51 min 56 s          |
| 10e                    | Eolo-Kometa            | Italie                 | + 58 min 43 s          |

## Abandons
- Samuele Battistella (Astana Qazaqstan) : non-partant
- Stefan de Bod (EF Education-EasyPost) : non-partant
- Alessandro Verre (Arkéa-Samsic) : abandon